# روباه پرنده خاکستری فیلیپین
روباه پرنده خاکستری فیلیپین (نام علمی: Pteropus speciosus) نام یک گونه از سرده روباه پرنده است.